# Czapla złotawa
Czapla złotawa, czapelka złotawa (Ardea ibis) – gatunek dużego ptaka brodzącego z rodziny czaplowatych (Ardeidae).

## Podgatunki i zasięg występowania

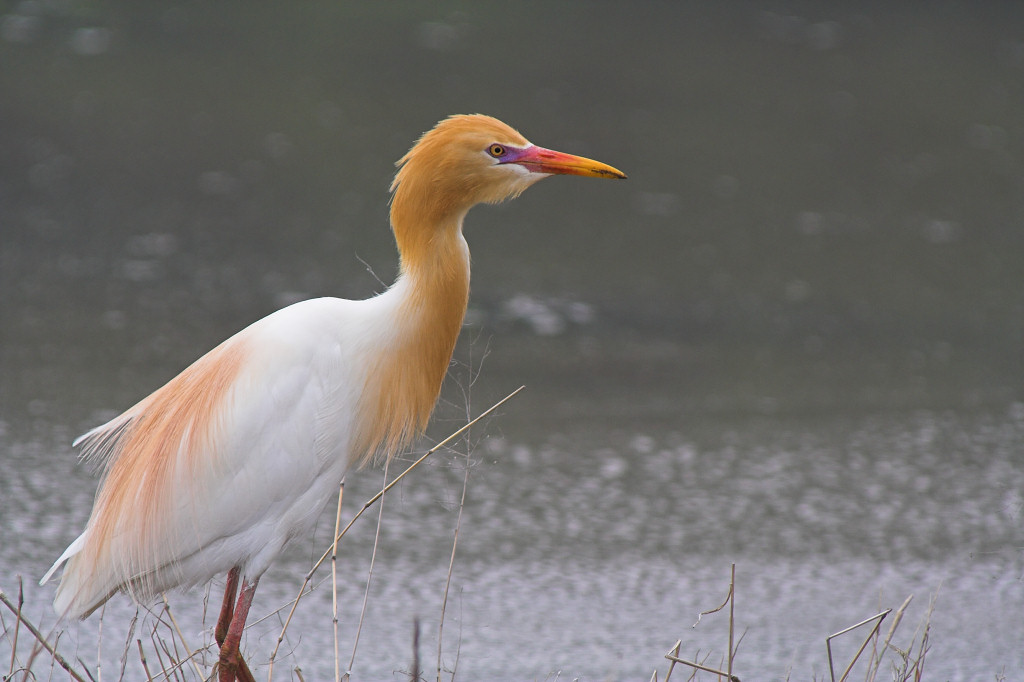
B. i. coromandus w szacie godowej (Japonia)

Czapla złotawa zamieszkuje w zależności od podgatunku:
- A. ibis ibis – czapla złotawa – Afryka, południowa Europa, Azja Mniejsza i Bliski Wschód po Morze Kaspijskie. Introdukowana około 1910 roku w Ameryce Południowej rozpoczęła ekspansję, około 1930 r. kolonizując w szybkim tempie obszary o ciepłym klimacie Ameryki Południowej i Północnej. Np. w 1956 na Florydzie było już około 6000 par lęgowych.

Do Polski zalatuje (do końca 2021 roku stwierdzono ją 25 razy, obserwowano łącznie 29 osobników).
- A. ibis coromandus – czapla złotoszyja – południowa i wschodnia Azja, Australazja. Przez niektórych autorów uznawana za osobny gatunek[6].

Gatunek inwazyjny.

## Morfologia

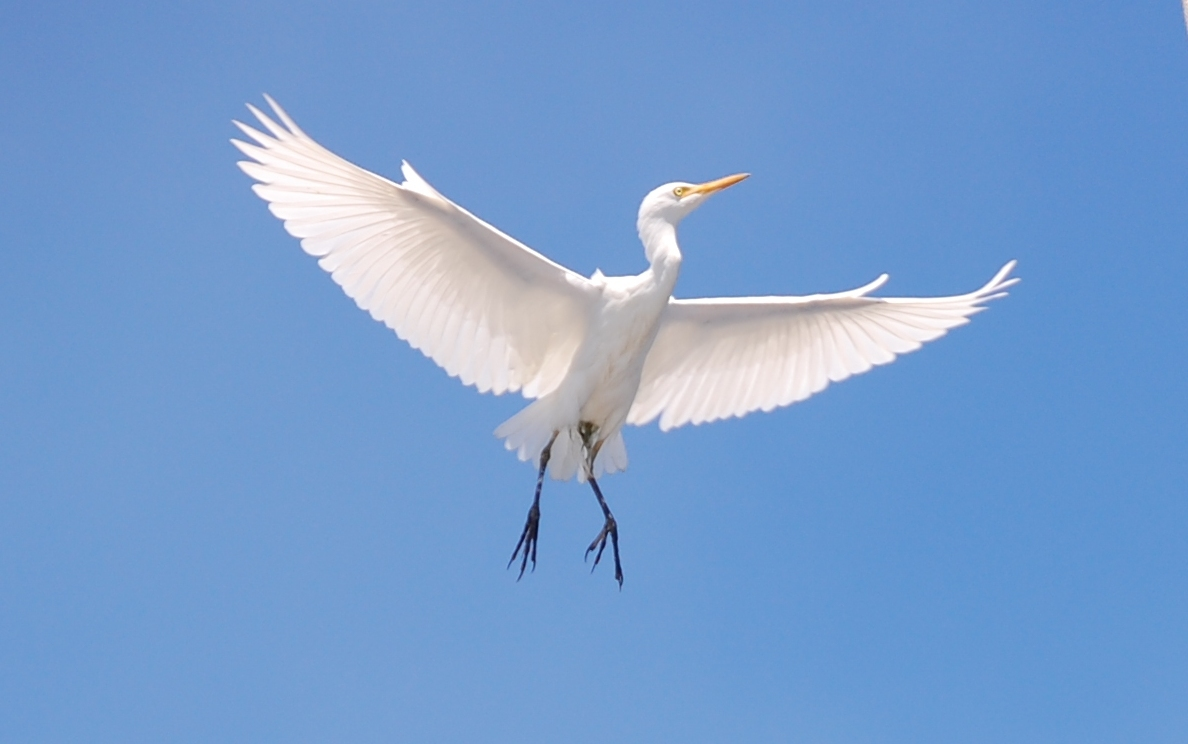
Osobnik w szacie spoczynkowej w locie

WyglądUpierzenie białe, z żółtym czubem na głowie, żółtą piersią i częścią grzbietu. Nogi i dziób czerwone. Poza sezonem lęgowym upierzenie całkowicie białe.
Wymiary średniedługość ciała ok. 48–52 cm
rozpiętość skrzydeł 90–95 cm
masa ciała ok. 300–400 g

## Ekologia i zachowanie

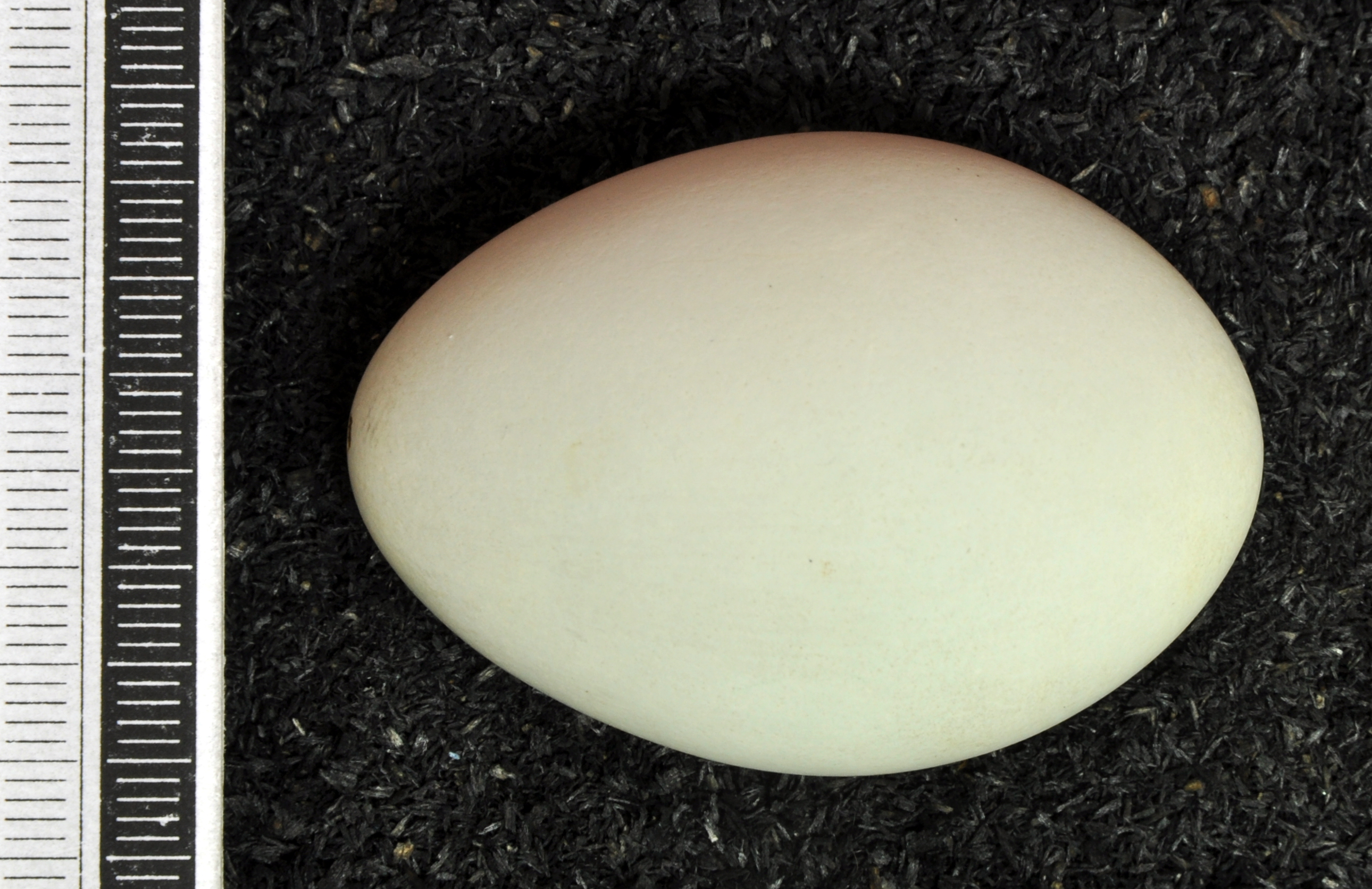
Jajo z kolekcji muzealnej

BiotopBagna, pola ryżowe, łąki, sawanny i inne środowiska. Jest słabiej związana z wodą niż inne gatunki czapli. Często towarzyszy stadom dużych ssaków.
GniazdoNa drzewie, krzewie lub w trzcinach. Tworzy zwarte kolonie, często w towarzystwie innych gatunków czapli.
JajaW ciągu roku wyprowadza jeden lęg, składając 2 do 5 błękitnych jaj: w kwietniu – maju w Ameryce Północnej, kwietniu – czerwcu w Eurazji, wrześniu – lutym w Australii, a w różnych porach roku w strefie równikowej.
WysiadywanieJaja wysiadywane są przez okres 21–24 dni przez obydwoje rodziców. Pisklęta opuszczają gniazdo po około 45 dniach.
PożywienieGłównie owady, które są wypłaszane z trawy przez duże zwierzęta.

## Status i ochrona
Międzynarodowa Unia Ochrony Przyrody (IUCN) uznaje czaplę złotawą za gatunek najmniejszej troski (LC – least concern) nieprzerwanie od 1988 roku. Liczebność światowej populacji szacuje się na 4 000 000 – 9 850 000 osobników. Globalny trend liczebności populacji uznawany jest za wzrostowy.
W Polsce podlega ścisłej ochronie gatunkowej.